# Grenko morje
Grenko morje roman o aleksandrinkah je slovenski družbeni in zgodovinski roman. Napisal ga je Marjan Tomšič. Prvič je izšel leta 2002 v Ljubljani  pri založbi Kmečki glas. Leta 2004 je sledil 2. natis, prav tako izdan v Ljubljani pri založbi Kmečki glas. Vsebuje tudi esej avtorice Marije Mercina z naslovom Pot k človeku. Roman je posvečen vsem ženskam, ki so od 19. st. odhajale služit v Egipt. Gre za aleksandrinke oziroma šandrinke, kakor so si same pravile v narečnem jeziku.

## Vsebina
V ospredju romana so tri mlade ženske Merica, Ana in Vanda, ki s parnikom potujejo iz Trsta čez morje v Egipt. Tja so se odpravile za zaslužkom, da bi rešile socialno stisko doma. Merica in Vanda tja potujeta prvič, medtem ko Ana tja potuje že drugič. Ana je bila že tri leta v Egiptu kot dojilja, a jo je družinski položaj po vrnitvi domov znova prisilil v to, da se je še enkrat odpravila na pot. Je najbolj odločna in samozavestna med njimi. Njen cilj je bila sreča, ki jo je tudi dosegla. Zapustila je svojega zapitega moža in sovraštva polno taščo ter se poročila s francoskim ladjedelcem.
Merica se je  odpravila v Aleksandrijo za dojiljo, doma pa je pustila svojega trimesečnega sina  Mihca. Izmed vseh najbolj trpi. Njena bolečina zaradi odhoda od doma in slovesa od moža in otroka prerašča že v obup, misli tudi na samomor. Kljub vsemu je v Aleksandriji imela srečo in je prišla k prijazni družini. Vendar do otroka Thomasa, ki ga doji čuti na začetku gnus in odpor, saj neizmerno pogreša svojega Mihca. A se čez čas naveže na družino, tudi na Thomasa, svojega varovanca. Stvari  pa se  zapletejo, ko se vanjo zaljubi gospodaričin brat Pierre in jo prepričuje v poroko, a ga Merica zavrača iz zvestobe do svojega moža. Zavrnjeni in užaljeni Pierre ji očita, da je slaba oseba, saj doji drugega otroka in ne svojega. Ob tem se je Merica zavedala kako krut in krivičen je svet. Od doma je bila prisiljena oditi, zdaj pa ji to očitajo. Po manj kot štirih letih bivanja v Aleksandriji se je vrnila domov in ponovno začela novo življenje. Na potovanje pa se odpravi tudi šestnajstletna Vanda, ki je najmlajša od njih. Veseli se, da bo videla svet, se veliko naučila in zaslužila doto. A njo je čakala nesrečnejša usoda. S prevaro je končala v haremu enega izmed lokalnih bogatašev. V zgodbe teh treh osrednjih likov so vključene še ostale življenjske zgodbe mnogih drugih aleksandrink.

## Izdaje in prevodi
- Prva izdaja romana iz leta 2002 (COBISS)
- Druga izdaja romana iz leta 2004 (COBISS)